# Allobates sumtuosus
Allobates sumtuosus (Morales, 2002) è un anfibio anuro appartenente alla famiglia degli Aromobatidi.

## Distribuzione e habitat
Questa specie si trova in Brasile nello stato di Pará; in Guyana; in Suriname; in Perù, nella regione di Loreto. La sua presenza è incerta in Colombia.

## Tassonomia
La specie Allobates spumaponens (Kok & Ernst, 2007) è stata posta in sinonimia con A. sumtuosus da Simões, Kaefer, Farias et Lima nel 2013.